# Ircinia hummelincki
Ircinia hummelincki är en svampdjursart som beskrevs av van Soest 1978. Ircinia hummelincki ingår i släktet Ircinia och familjen Irciniidae.
Artens utbredningsområde är Barbados. Inga underarter finns listade i Catalogue of Life.